# Sato Tomo
Tomo Sato (sinh ngày 28 tháng 8 năm 1974) là một cầu thủ bóng đá người Nhật Bản.

## Sự nghiệp câu lạc bộ
Tomo Sato đã từng chơi cho Urawa Reds.